# Drum nou
Drum nou a fost un ziar editat în Zalău, județul Sălaj editat de echipa care a infiintat Graiul Sălajului. Ziarul Drum nou a aparut pana în 1959. A fost ultima publicatie din Salaj pana la aparitia ziarului Năzuința in februarie 1968.